# Саммит АТЭС 2014

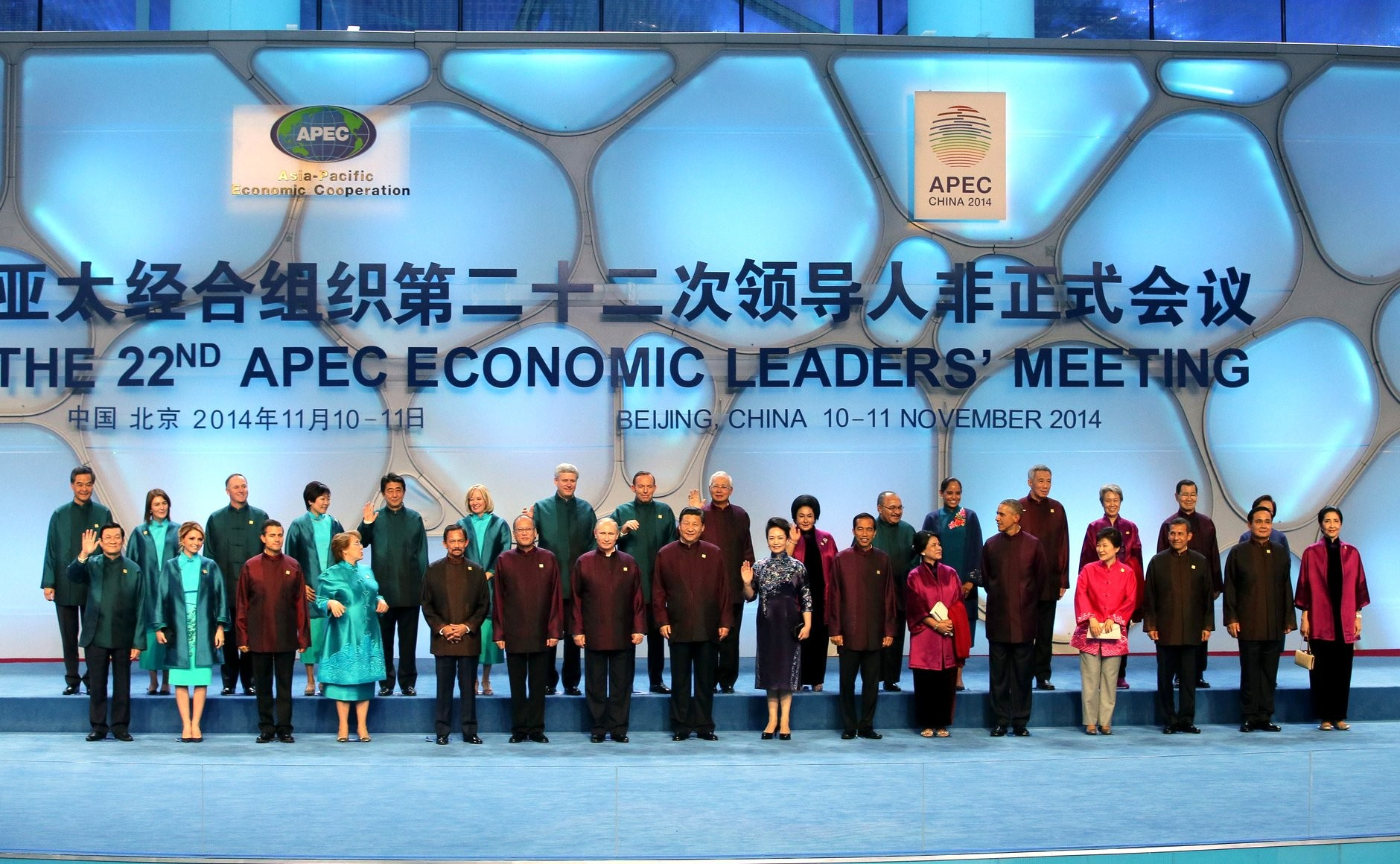
Саммит АТЭС Пекин-2014

Саммит АТЭС Пекин-2014 (англ. APEC Beijing 2014) — двадцать вторая ежегодная встреча лидеров экономик АТЭС, которая проходила 10—11 ноября 2014 года в Пекине (Китай).

## Итоги саммита
По завершении саммита АТЭС в Пекине страны-участницы приняли 24-страничную декларацию, в которой содержится множество подробностей о том, как будет развиваться взаимодействие в дальнейшем, например был разработан план по усилению взаимосвязанности в 2015—2025 годах:

«Обязуемся усиливать региональную взаимосвязанность в физическом, институциональном и гуманитарном измерении путём принятия согласованных мер и достижения к 2025 году поставленных целей в интересах формирования в АТР целостного, всесторонне взаимосвязанного и интегрированного пространства», — говорится в декларации.— 
Страны АТЭС также в очередной раз подтвердили верность принципу отказа от протекционизма.

### Итоги для России
После переговоров между Россией и Китаем Владимир Путин и Си Цзиньпин подписали 17 документов, касающихся нефтегазового сектора, гидроэнергетики, совместных инфраструктурных проектов и поставок оборудования. Наряду с уже подписанным договором в мае 2014 года о поставках газа Китаю через восточный маршрут «Сила Сибири» был подписан меморандум и рамочное соглашение об увеличении поставок газа КНР почти в два раза, за счет мощностей западного маршрута «Алтай». После реализации всех подписанных соглашений по поставкам природного газа Китай станет импортером российского газа номер один в мире.